# Fachbibliothek für Kirchen- und Kulturgeschichte
Koordinaten: 52° 15′ 47,2″ N, 12° 17′ 10″ O

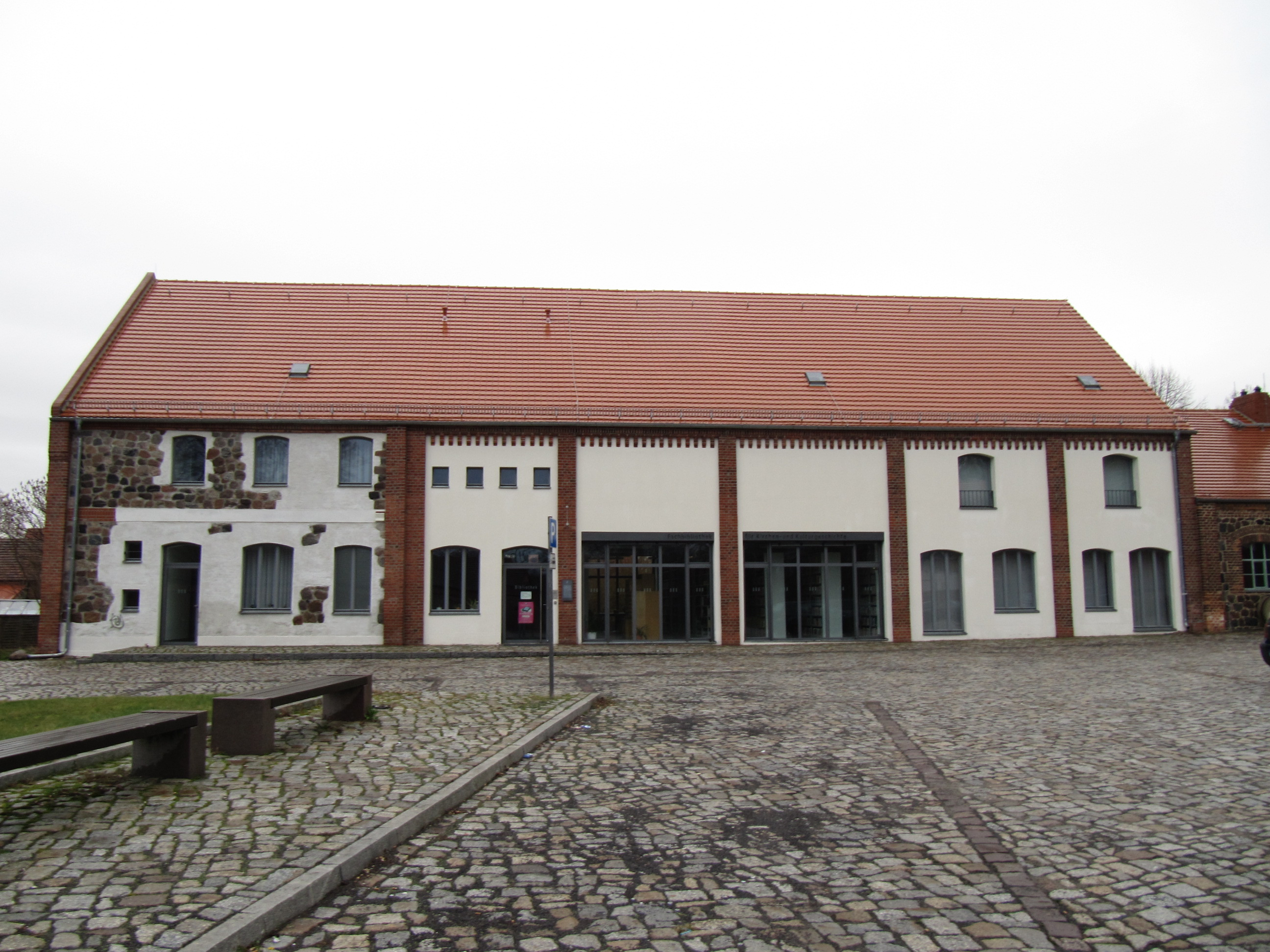
Gebäude der Fachbibliothek in Ziesar

Im Inneren der Fachbibliothek

Die Fachbibliothek für Kirchen- und Kulturgeschichte ist eine Fachbibliothek in Ziesar. Sie befindet sich auf dem Gelände der ehemaligen Bischofsresidenz Burg Ziesar.

## Geschichte
Den Grundstock bildet die ca. 50.000 Bände umfassende Bibliothek des ehemaligen Sprachenkonvikts Berlin (Ost). Sie ist eine wissenschaftliche Fachbibliothek mit den Schwerpunkten Theologie und Kirchengeschichte, entstanden für die Ausbildung von Pfarrern in der DDR. Ihre Anfänge reichen bis ins Jahr 1953 zurück. Ein planmäßiger Ausbau erfolgte ab 1961. 1991 wurde das Sprachenkonvikt aufgelöst. Bis zur Eröffnung in Ziesar im April 2008 wurde die Bibliothek im Archiv der Evangelischen Kirche Berlin-Brandenburg-schlesische Oberlausitz in Berlin deponiert.

## Unterbringung
Die Fachbibliothek und die Amtsbibliothek des Amtes Ziesar sind räumlich getrennt in einem grundlegend sanierten ehemaligem Wirtschaftsgebäude aus dem Jahre 1895 untergebracht.

## Personal
Die bibliothekarische Betreuung liegt in den Händen der Bibliothekarin der Amtsbibliothek – die wissenschaftliche Betreuung obliegt dem Leiter des Museums für brandenburgische Kirchen- und Kulturgeschichte des Mittelalters in Zusammenarbeit mit dem Landeskirchenarchiv und dem Historischen Institut der Universität Potsdam.

## Allgemeines
Die Fachbibliothek wird als Präsenzbibliothek geführt. Lese- und Arbeitsplätze stehen zur Verfügung. Alle Bücher, auch die im Magazin befindlichen, sind frei zugänglich. Die Nutzung der Bibliothek ist kostenlos.